# Leucanopsis ephrem
Leucanopsis ephrem är en fjärilsart som beskrevs av William Schaus 1905. Leucanopsis ephrem ingår i släktet Leucanopsis och familjen björnspinnare. Inga underarter finns listade i Catalogue of Life.